# Piazza Colonna

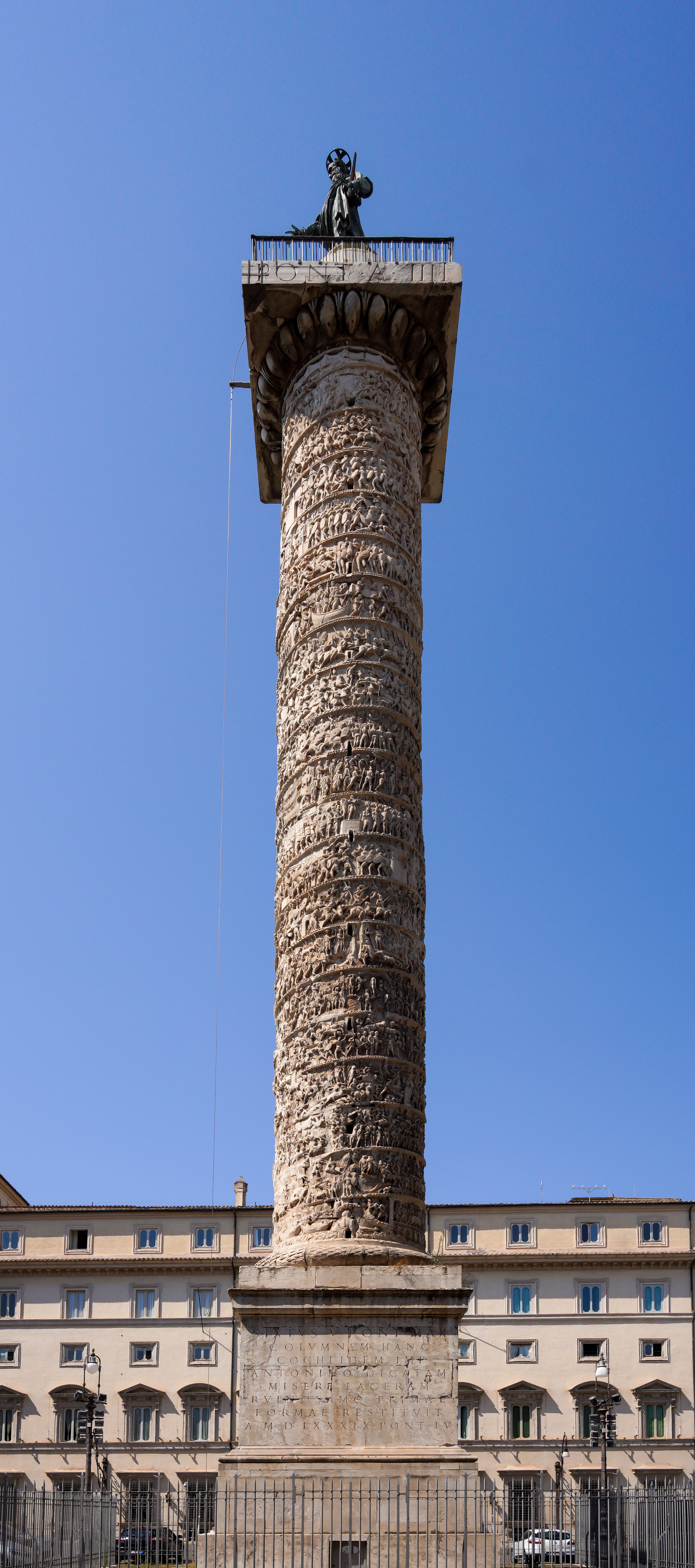
La columna de Marc Aureli

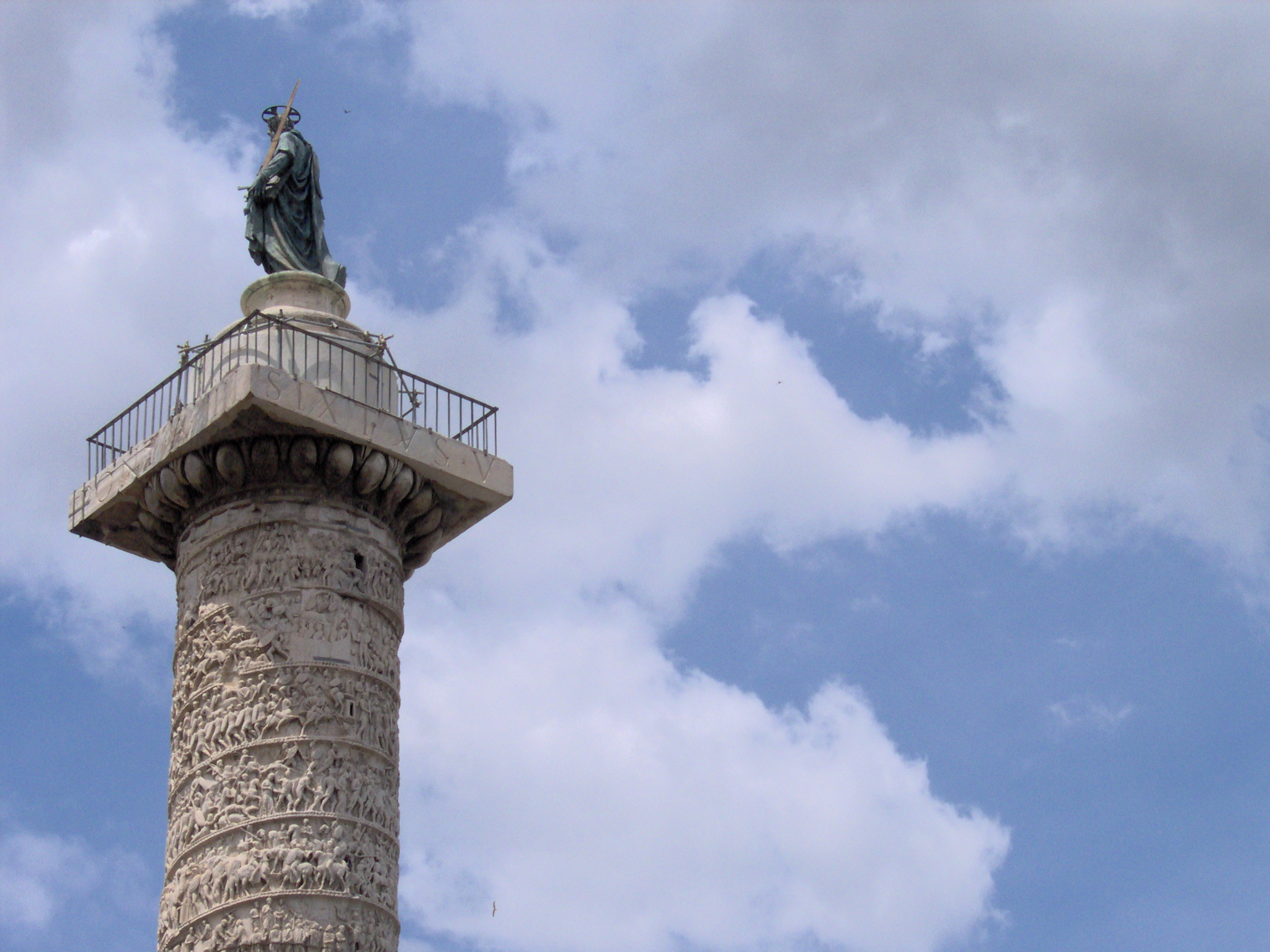
Detall de la columna

La Plaça Colonna  (a italià,  Piazza Colonna ) és una plaça situada al centre del  Rione  Colonna de Roma (Itàlia). Data de finals del segle xvi i rep el seu nom de la marmòria columna de Marc Aureli que s'hi troba ( Colonna  és columna en italià) des de l'any 193. L'estàtua de bronze de sant Pau que corona la columna va ser posada allà el 1589, per ordre del papa Sixt V.
La plaça va ser construïda en temps del Papa Sixt V, sorgeix sobre la cèntrica Via del Corso (la romana  Via Lata ), que recorre la seva banda est, de sud a nord; prop queden el Panteó i la piazza Venezia.
La plaça és rectangular. El seu costat nord està ocupat pel Palau Chigi, anteriorment ambaixada de l'Imperi Austrohongarès, però avui és la seu del govern italià. Al costat "est" hi ha el Palazzo Colonna. A la part sud hi trobem el Palazzo Ferraioli, que anteriorment havia estat l'oficina de correus papal, i la petita església de Santi Bartolomeo ed Alessandro dei Bergamaschi (1731-1935). El costat "oest" està ocupat pel Palazzo Wedekind (1838) amb una "columnata" de columnes romanes agafades de Veïs.
La plaça ha estat un espai obert monumental des de l'antiguitat, el temple de Marc Aureli va estar al lloc on avui hi ha el Palazzo Wedekind. (TCI)
A la plaça hi ha una elegant font ideada per Giacomo della Porta, que va ser ajudat per Rocco De Rossi. Data de l'any 1577 i va ser un encàrrec del papa Gregori XIII. El 1830 va ser restaurada, i té dos grups de dofins, amb les cues entrellaçades, esculpits per Achille Stocchi, col·locats a cada costat de la llarga pila. L'escultura central va ser llavors substituïda amb una escultura menor.